# Cry Softly Lonely One
Cry Softly Lonely One è un album in studio del cantautore e chitarrista statunitense Roy Orbison, pubblicato nel 1969.

## Tracce
Side 1
1. She – 2:38 (Roy Orbison, Bill Dees)
2. Communication Breakdown – 2:57 (Roy Orbison, Bill Dees)
3. Cry Softly, Lonely One – 2:52 (Don Gant, Joe Melson)
4. Girl Like Mine – 2:20 (Mark Mathis)
5. It Takes One (To Know One) – 2:56 (Roy Orbison, Bill Dees)
6. Just Let Me Make Believe – 2:23 (Ronald Blackwell)

Side 2
1. Here Comes The Rain, Baby – 2:50 (Mickey Newbury)
2. That's A No-No – 2:42 (Roy Orbison, Bill Dees)
3. Memories – 2:48 (Roy Orbison, Bill Dees)
4. Time To Cry – 2:38 (Roy Orbison, Bill Dees)
5. Only Alive – 2:04 (Ronald Blackwell, Dewayne Blackwell)